# Gyula Gömbös
Gyula Gömbös Vitéz de jákfa  (n. 16 decembrie 1886, Murga, d.  6 octombrie 1936, München) a fost un ofițer maghiar, politician, și prim-ministru al Ungariei în perioada 1932 - 1936.

## Biografie
Gyula Gömbös s-a născut pe 26 decembrie 1886 într-o familie evanghelică în localitatea Murga, din comitatul Tolna. Tatăl lui a predat religia evanghelică la Murga; mama sa a fost Mária Weitzel și provenea dintr-o familie de etnici germani din Ungaria. În perioada  1893-1897 Gyula Gömbös a urmat școala elementară. Ulterior familia s-a mutat la Sopron, unde Gömbös a continuat studiile la Liceul evanghelic (1897-1901). Din 1901 Gyula Gömbös a urmat școala militară în orașul Pécs. În 1912, ca locotenent-major, a trecut la Viena unde a fost pregătit ca ofițer de stat-major. Spre sfârșitul primului război mondial avea gradul de căpitan. În 1918 s-a dus urgent la Budapesta ca să facă parte din guvernul anti-revoluționar și a devenit ministru de apărare.
În decembrie 1918 era unul dintre inițiatorii institutului maghiar de protejare a puterii.
În 19 ianuarie 1918, în orașul  Gólyavár, a ținut o adunare unde a criticat foarte greu guvernul Mihály Károlyi în fața unui public de o mie de ofițeri.

## Intrarea în politică
După căderea comunismului lui Kun Béla, Gömbös a intrat in partidul țărănesc condus de István Szabó a fost ales deputat în adunarea națională maghiară. Gömbös l-a sprijinit pe Miklós Horthy ca să fie ales guvernator. În octombrie 1921, Gömbös a avut un rol important la bătălia de la Budaörs pentru învingerea lui Carol al IV-lea (la al doilea atentat de putch împotriva lui Horthy ). În guvernul lui István Bethlen, în februarie 1922, a fost ales ca șeful organizării noului partid unit.
Din 5 septembrie 1929 până în 10 septembrie 1929, Gömbös a fost secretar de stat la ministerul apărării.
În 1929 Horthy îl desemnează pe Gömbös ministrul de apărare și General în lipsa lui Horthy; de atunci a devenit cunoscut sub numele "vitéz de jákfa". Ca ministrul apărării, Gömbös a ținut distanță de politică. A făcut foarte mult pentru dezvoltarea  și modernizarea armatei. După criza economică din Ungaria, István Bethlen și Gyula Gömbös au demisionat. În 1 octombrie 1932, Gyula Gömbos devine prim-ministru.

## Economia și politica
Când Adolf Hitler a devenit Cancelar al Germaniei în 1933, Gömbös l-a vizitat pe Hitler și s-a semnat colaborarea economică dintre cele două state.Mulți politicieni maghiari au crezut ca aceasta alianță și relație vor distruge Ungaria.  Gömbös a hotărât să țină mai întăi relațiile de economie cu Italia și Austria, dar  Hitler i-a făcut clar că în această situație Germania nu va susține Ungaria împotriva României ori Iugoslaviei pentru a cuceri teritorii.
În 1936, Gömbös a cerut dizolvarea  parlamentului și a ordonat noi alegeri. Horthy a aprobat, rezultatul fiind că aripa dreapta își asumă controlul în parlament, iar poporul ungar este sub dictatură. Pe data de 6 octombrie 1936, Gömbös a decedat.